# Генрих II (граф Нассау)
Генрих фон Нассау (нидерл. Hendrik I van Nassau-Siegen, нем. Heinrich III. von Nassau; около 1265 — не ранее 13 июля 1343 и не позднее 14 августа 1343) — граф Нассау, Зиген, Дилленбург, Херборн и Хайгер (1289—1308), граф Нассау-Зигенский из оттоновской линии Нассауского дома (1308—1343).

## Биография
Старший сын Оттона I фон Нассау (ок. 1225—1289), графа Нассау-Зигенского, Нассау-Хадамарского и Нассау-Дилленбургского (1255—1289), и Агнессы Лейнингенской (ум. 1299/1303), дочери Эмиха IV, графа фон Лейнингена.
В 1289/1290 году после смерти Оттона I фон Нассау началась борьба за власть между его сыновьями в графстве Нассау. В 1308 году графство Нассау было разделено между тремя братьями. Генрих получил графство Нассау-Зиген вместе с Гинзбургом и Вестервальдом, Эмих (ум. 1334) — Нассау-Хадамар, а Иоганн (ум. 1328) — Нассау-Дилленбург.
Генрих Нассауский сыграл важную роль в политике Священной Римской империи. Он был двоюродным братом германского короля Адольфа I Нассауского (ок. 1250—1298), представителя Вальрамской линии. В 1292 году Адольф фон Нассау был избран королем Германии. Будучи родственником Адольфа Голландского, Генрих Нассауский был назначен губернатором Мейсенской марки на территории современной Саксонии. В июле 1298 года граф Генрих Нассауский сражался вместе с германским королем Адольфом в битве при Гёльхайме, где последний был убит. Генрих фон Нассау был взят в плен и заключен Габсбургами.
После вступления на императорский престол баварского герцога Людвига IV (1314—1347) граф Генрих Нассауский восстановил своё положение при дворе и даже смог продвинуться по службе, удержал в повиновении своих соперников в Нассауском графстве и расширил свои владения. В 1328 году после смерти своего бездетного младшего брата Иоганна Генрих получил во владение графство Нассау-Дилленбург. Генрих фон Нассау получил во владение ряд территорий в ландграфстве Гессен. Германский император пожаловал ему в наследственное владение Зигерланд, земли с центром в городе Зиген.

## Брак и дети
Генрих женился на Адельгейде фон Гейнсберг и Бланкенберг (1280—1347), дочери Дитриха II Гейнсберга и Бланкенберга (1232—1303), и Иоганны ван Левен-Гаасбек (1238—1291). Супруги имели трех детей:
- Агнесса Нассауская, с 1312 года замужем за графом Герлахом V фон Айзенбург-Лимбург (ум. 1355)
- Оттон II (1305—1350), граф Нассау-Дилленбург (1343—1350)
- Генрих I (1307—1378), граф Нассау-Байльштайн (1343—1378).